# William Carey Jones
 (août 2007).
Si vous disposez d'ouvrages ou d'articles de référence ou si vous connaissez des sites web de qualité traitant du thème abordé ici, merci de compléter l'article en donnant les références utiles à sa vérifiabilité et en les liant à la section « Notes et références ».
William Carey Jones (né le 5 avril 1855 et mort le 14 juin 1927) est un homme politique américain. Il est membre de la Chambre des représentants des États-Unis pour l'État de Washington de 1897 à 1899.
Il est élu républicain d'argent à la 55e session du Congrès des États-Unis du 4 mars 1897 au 3 mars 1899 et est le doyen du Département de Jurisprudence de l'université de Californie, Berkeley, qui devient par la suite Boalt Hall.